# Superamas Vierge-Hydre-Centaure
Le superamas Vierge-Hydre-Centaure ou chaîne Vierge-Hydre-Centaure, est un superamas de galaxies où se trouvent le Système solaire (donc notre planète Terre) et la Voie Lactée. Il inclut le superamas de la Vierge (notre superamas local) et le superamas de l'Hydre-Centaure,,,.